# Eremobates gerbae
Espèce
Eremobates gerbae est une espèce de solifuges de la famille des Eremobatidae.

## Distribution
Cette espèce est endémique d'Arizona aux États-Unis,. Elle se rencontre dans le comté de Cochise dans les monts Rincon.

## Description
Le mâle holotype mesure 22 mm et la femelle paratype 18 mm.

## Étymologie
Cette espèce est nommée en l'honneur de Peggy Gerba.

## Publication originale
- Brookhart & Cushing, 2002 : New species of Eremobatidae (Arachnida, Solifugae) from North America. Journal of Arachnology, vol. 30, no 1, p. 84-97 (texte intégral).